# Бер
Бер (грч. Βέροια [], Верија) је град и седиште истоимене општине и округа Иматија, на западу периферије Средишња Македонија у северној Грчкој.

## Природне одлике
Бер се налази у западном делу приморске равнице грчке Македоније на месту где се земљиште уздиже у планине Каракамена. Град се налази на 128 m н. в.

## Историја
Град се први пут помиње 432. п. н. е. Град је добио име по митском ствараоцу Верону или по његовој кћери Верити. Град је добио на значају у време античке Македоније, када постаје други град по важности, одмах после престонице Пеле. Град је имао значајну улогу и током раздобља старог Рима и Византије. На крају, током дугог раздобља 1436—1912. године био је под Турцима, када је постао део савремене Грчке.

## Становништво
Према бугарском географу и историчару, Василу Канчову, у Беру је 1900. године живело 6.500 Турака, 2.000 Грка, 850 Рома, 500 Јевреја, 350 Словена хришћана, 300 Аромуна. Код турског становништва је било Словена муслимана а код грчког становништва хеленизваних Словена. Године 1924. турско становништво је принудно исељено у Турску а на њихово место је насељено више од 5.000 грчких избеглица из Турске, али и аромунске породице из суседних аромунски села (Маруша, Горњи и Доњи Шел, Ксироливадо и Кастанија). На попису из 1928. године Бер је имао 14.589 становника.
Етнички Грци су преовлађујуће становништво, а већи њихов део су потомци Грка избеглица из Мале Азије током прве половине 20. века. Током последњих пописа кретање становништва било је:
| 1981.  | 1991.  | 2021.  |
| ------ | ------ | ------ |
| 37.966 | 37.858 | 42.508 |

## Познате личности
- Нифонт I Цариградски, патријарх Цариградске патријаршије и православни светитељ
- Мимис Папајоану, бивши грчки фудбалер
- Костас Царцарис, бивши грчки кошаркаш
- Пантелис Кафес, бивши грчки фудбалер
- Панајотис Цалухидис, грчки фудбалски тренер и бивши фудбалер

## Партнерски градови
- Строволос[5]
- Казанлак
- Роњак[5]
- Ужице
- Земун